# ジャアファル
ジャアファル・アル＝バルマキー（766年? - 803年）は、アッバース朝の宰相ヤフヤー・イブン＝ハーリドの次男。ジャアファル・イブン＝ヤフヤー、またはジャアファル・イブン＝ヤフヤー・イブン＝ハーリド・イブン＝バルマクとも呼ばれる。父ヤフヤーや兄ファドルと共に、アッバース朝第5代カリフ、ハールーン・アッ＝ラシードに仕えた。バルマク家はペルシャ系の名門で、アッバース朝の成立以来、歴代の高官を輩出した。
兄ファドルはハールーンの乳兄弟で、ハールーンの母ハイズラーンとハールーンの乳母（ファドルとジャアファルの母）とは非常に親しかったらしい。その人柄は謹厳実直な兄のファドルとは異なり闊達で洒脱で機知に富んでいたという。ハールーンは後に妹のアッバーサを彼に嫁がせたぐらいである。
創作の『千夜一夜物語』には、しばしば教王ハールーン・アッ＝ラシード、大臣ジャアファル、太刀持ちマスルールの3人組で登場する。身分を隠してバグダードの街を微行する気さくな主従として描かれ、民衆からの人気が高かったことを窺わせる。

## バルマク家の粛清
803年初頭のある日、ハールーンとジャアファルは共に狩に出かけ夕方に帰還した。ふだんならばジャアファルと楽しく会食をするはずだったが、その日に限りハールーンは一人にして欲しいと言って、ジャアファルと侍医たちを宿舎に帰らせた。それからしばらくした後、首斬り役を務めるマスルールを呼び、ジャアファルを連行してこいと命令した。そして引き立てられてきたジャアファルを斬首させた。
ジャアファルの遺体はバグダードのティグリス川の船橋で十字架にくくりつけられ、3年間もさらされることになった。父ヤフヤーと兄ファドルも投獄された。バルマク一門は財産を没収された上、老若男女含め1200人もが虐殺されたという。その中には、ハールーンの妹でジャアファルの妻であるアッバーサも含まれていたという。ヤフヤーは投獄されて2年後に獄死し、ファドルも3年後に死んでいる。
この凄まじいバルマク一門粛清について、明確な理由は定かでない。バルマク家の勢力があまりにも強くなり過ぎたからだとも言われる。一説には、形式的な婚姻に過ぎなかったジャアファルとアッバーサが実際の関係を結び、秘密の子供を持ったためだとされるが、イブン・ハルドゥーンや現代の学者によって疑問視されているという。
このバルマク家の悲劇は、『千夜一夜物語』にも記されている。

## 脚註
1. ↑  Wikipedia英語版など参照。